# Vierden
Vierden er en kommune med godt 750 indbyggere (2013) i den nordlige del af Samtgemeinde Sittensen, i den østlige centrale del af Landkreis Rotenburg (Wümme), i den nordlige del af den tyske delstat Niedersachsen.

## Geografi
I kommunen ligger ud over hovedbyen Vierden også landsbyerne Groß Ippensen og Klein Ippensen, som indtil 1974 var midtpunkt i en selvstændig kommune .